# Municipio Antequera
Das Municipio Antequera (auch: Antequera Bolívar) ist ein Verwaltungsbezirk im Departamento Oruro im Hochland des südamerikanischen Anden-Staates Bolivien.

## Lage im Nahraum
Das Municipio Antequera ist eines von drei Municipios in der Provinz Poopó und grenzt im Norden an die Provinz Pantaleón Dalence und an das Municipio Poopó, im Westen und Süden an das Municipio Pazña, im Südosten an die Provinz Eduardo Avaroa und im Osten an das Departamento Potosí.
Der zentrale Ort des Municipios ist die Ortschaft Antequera mit 1751 Einwohnern (Volkszählung 2012) im nordwestlichen Teil des Municipios.

## Geographie
Das Municipio Antequera liegt auf dem bolivianischen Altiplano am Westrand der Cordillera Azanaques, einem Teilabschnitt der Cordillera Central.
Die mittlere Jahrestemperatur der Region liegt bei etwa 6 °C (siehe Klimadiagramm), der Jahresniederschlag beträgt 325 mm. Die Region weist ein ausgeprägtes Tageszeitenklima auf, die Monatsdurchschnittstemperaturen schwanken nur unwesentlich zwischen 1 °C im Juli und gut 8 °C von November bis März. Die Monatsniederschläge liegen unter 10 mm in den Monaten April bis Oktober und fallen nur von Dezember bis März in nennenswerter Höhe von 50 bis 85 mm.

## Bevölkerung
Die Bevölkerungszahl des Municipios Antequera ist zwischen 1992 und 2024 nahezu unverändert geblieben:
| Jahr | Einwohner | Quelle       |
| ---- | --------- | ------------ |
| 1992 | 3483      | Volkszählung |
| 2001 | 3352      | Volkszählung |
| 2012 | 3233      | Volkszählung |
| 2024 | 3614      | Volkszählung |

Die Bevölkerungsdichte des Municipios bei der letzten Volkszählung von 2024 betrug 13 Einwohner/km², der Anteil der städtischen Bevölkerung ist 0 Prozent, und die Lebenserwartung der Neugeborenen liegt bei 51,2 Jahren (2001)
Der Alphabetisierungsgrad bei den über 19-Jährigen beträgt 85 Prozent, und zwar 95 Prozent bei Männern und 75 Prozent bei Frauen. (2012)

## Politik
Ergebnis der Regionalwahlen (concejales del municipio) vom 4. April 2010:
| Wahlberechtigte |  | Stimmen | gültig |  | MAS-IPSP | P.P.P. | MSM    |
| --------------- |  | ------- | ------ |  | -------- | ------ | ------ |
| 1.378           |  | 1.230   | 814    |  | 416      | 242    | 156    |
|                 |  | 100 %   | 66,2 % |  | 51,1 %   | 29,7 % | 19,2 % |

Ergebnis der Regionalwahlen (elecciones de autoridades políticas) vom 7. März 2021:
| Wahl- berechtigte |  | Wahl- beteiligung | gültige Stimmen |  | MAS-IPSP | BST     | UN SOL PARA ORURO | PP     | MTS    | UNICO  |
| ----------------- |  | ----------------- | --------------- |  | -------- | ------- | ----------------- | ------ | ------ | ------ |
| 1.813             |  | 1.667             | 1.451           |  | 766      | 224     | 208               | 132    | 57     | 19     |
|                   |  | 91,95 %           | 87,04 %         |  | 52,79 %  | 15,44 % | 14,33 %           | 9,10 % | 3,93 % | 1,31 % |

## Gliederung
Das Municipio untergliedert sich in die folgenden drei Kantone (cantones):
- 04-0603-01 Kanton Antequera – 14 Ortschaften – 2.335 Einwohner
- 04-0603-02 Kanton Chalguamayu – 9 Ortschaften – 327 Einwohner
- 04-0603-03 Kanton Tutuni – 18 Ortschaften – 571 Einwohner

## Ortschaften im Municipio Antequera
- Kanton Antequera
  - Antequera 1751 Einw.

- Kanton Tutuni
  - Tutuni 175 Einw.

## Cañadón Peñas
Nach dem Niedergang des Bergbaus der Region ist die Feldwirtschaft die einzige Einkommensquelle der verarmten Bevölkerung, bei den klimatischen Bedingungen des Tales eine schwierige Situation: Tagsüber herrscht glühende Hitze, nachts der Frost, so dass bei gleichzeitig extremer Trockenheit die Äcker auszehren und die Ernten spärlich ausfallen.
Cañadón Peñas (cañadón = Feld im Tal, das bei Regen überflutet ist; peña = Fels, Berg) ist der Name für den Zusammenschluss der beiden Kantone Pazña und Antequera, die seit Mitte des ersten Jahrzehnts im neuen Jahrhundert als eines von fünfzehn "Millenniumsdörfern" von der deutschen Welthungerhilfe unterstützt werden. In gemeinsamen Workshops haben die Einwohner des Antequera-Tals zusammen mit Fachleuten der Welthungerhilfe einen Fünfjahresplan aufgestellt, der Verbesserungen in vier Bereichen umsetzen will: Ernährung, Wirtschaft, Bildung, Mitspracherecht der Frauen. Die Welthungerhilfe unterstützt die 13.000 ländlichen Bewohner der Region bei der Verbesserung der Viehhaltung, dem Aufbau von kleinen Käsereien, der Errichtung von Schulen mit Mittagsverpflegung.